# مارسيل مارشال
مارسيل مارشال (بالفرنسية: Marcel Marchal)‏ (2 يونيو 1913 متز فرنسا - 30 نوفمبر 2010) هو لاعب كرة قدم فرنسي سابق كان يلعب كلاعب وسط.

## وصلات خارجية
- مارسيل مارشال على موقع قاعدة بيانات كرة القدم.إي يو (الإنجليزية)
- مارسيل مارشال على موقع ناشيونال فوتبول تيمز (الإنجليزية)